# イン・フォー・ア・ペニー
「イン・フォー・ア・ペニー」（In For A Penny）は、スレイドの楽曲である。1975年11月に6作目のオリジナル・アルバム『ノーボディズ・フール』からの先行シングルとして発売され、全英シングルチャートでは最高位11位を獲得し、8週にわたってチャートインした。作詞作曲はノディ・ホルダーとジム・リーで、プロデューサーはチャス・チャンドラー。

## 背景
1975年に入り、スレイドはT・レックスやデヴィッド・ボウイらと並ぶ人気ミュージシャンの一組とされていた。ここで当時のマネージャーのチャス・チャンドラーは、アメリカへの進出を提案。バンドはツアーの合間を縫って、アルバム『ノーボディズ・フール』のレコーディングを行った。同作には、アメリカの音楽シーンで受けいられることを目的とし、当時のアメリカで流行していたソウルやポップ調の楽曲が収録された。
「イン・フォー・ア・ペニー」は、ニューヨークにあるレコード・プラント・スタジオでレコーディングされた。曲の最後のギターソロの直前で、ホルダーが「Ee, they got a band」と叫んでいる。これは、当時イギリスで放送されていた「女性がヴァイオリンのケースを運ぶギャングをコンボと見間違える」という内容のテレビCMへの言及とされている。
1986年のファンクラブのインタビューで、デイヴ・ヒルは「米国ツアーが終わってシングルをリリースしたとき、僕は多くのファンを失望させたと思った。きっとヘヴィな曲を出してくると思っていただろうから、つまらない曲だと思われたかも」と語っている。

## リリース
「イン・フォー・ア・ペニー」は、イギリス、アイルランド、ドイツ、フランス、ベルギー、スウェーデン、オランダ、スペイン、ポルトガル、スカンディナヴィア、ユーゴスラヴィア、オーストラリア、日本で7インチシングル盤として発売された。B面には「イマジン」が収録され、2007年に発売されたコンピレーション・アルバム『B-Sides』にも収録された。

## プロモーション
本作のミュージック・ビデオは制作されていない。
イギリスでは音楽番組『トップ・オブ・ザ・ポップス』と『Supersonic』で披露された。『Supersonic』での披露時、レコードではリーが演奏したイントロのアコーディオンのフレーズを、ホルダーが演奏した。

## 評価
リリース当時の『レコード・ミラー』誌は本作について「ビートルズのような素敵な曲」「メロディックなギターのブレイクとハーモニーは、これまでのスレイドの作品の中でも最高の出来」と高く評価した。その一方で、『メロディ・メイカー』誌は「構成が弱い」と低く評価した。
プロデューサーのチャス・チャンドラーがスタジオでミキシング作業を行なっていた際に、スタジオに居合わせたジョン・レノンが本作を聴いて「良いシンガーだ。僕みたいだ！」と言ったというエピソードが残っている。

## シングル収録曲
| 全作詞・作曲: ノディ・ホルダー、ジム・リー。 |                                              |                                             |                                             |      |
| #                                            | タイトル                                     | 作詞                                        | 作曲・編曲                                  | 時間 |
| 1.                                           | 「イン・フォー・ア・ペニー」(In For A Penny) | ノディ・ホルダー 、 ジム・リー （ 英語版 ） | ノディ・ホルダー 、 ジム・リー （ 英語版 ） | 3:34 |
| 2.                                           | 「イマジン」(Can You Just Imagine)           | ノディ・ホルダー 、 ジム・リー （ 英語版 ） | ノディ・ホルダー 、 ジム・リー （ 英語版 ） | 3:31 |
| 合計時間:                                    | 合計時間:                                    | 7:05                                        |                                             |      |

## クレジット
- ノディ・ホルダー - リード・ボーカル、ギター
- デイヴ・ヒル（英語版） - リードギター、バッキング・ボーカル
- ジム・リー（英語版） - ベース、アコーディオン、バッキング・ボーカル
- ドン・パウエル（英語版） - ドラム

## チャート成績
| チャート (1975年)                | 最高位 |
| -------------------------------- | ------ |
| ベルギー (Ultratop 50 Wallonia)  | 39     |
| アイルランド (IRMA)              | 12     |
| スウェーデン (Sverigetopplistan) | 12     |
| UK シングルス (OCC)              | 11     |